# (400087) 2006 SG354
(400087) 2006 SG354 es un asteroide perteneciente al cinturón de asteroides, descubierto el 30 de septiembre de 2006 por el equipo del Catalina Sky Survey desde el Catalina Sky Survey, Arizona, Estados Unidos.

## Designación y nombre
Designado provisionalmente como 2006 SG354.

## Características orbitales
2006 SG354 está situado a una distancia media del Sol de 2,566 ua, pudiendo alejarse hasta 3,390 ua y acercarse hasta 1,741 ua. Su excentricidad es 0,321 y la inclinación orbital 4,979 grados. Emplea 1501,42 días en completar una órbita alrededor del Sol.

## Características físicas
La magnitud absoluta de 2006 SG354 es 17,5.